# Allerheiligen-Kathedrale (Kairo)

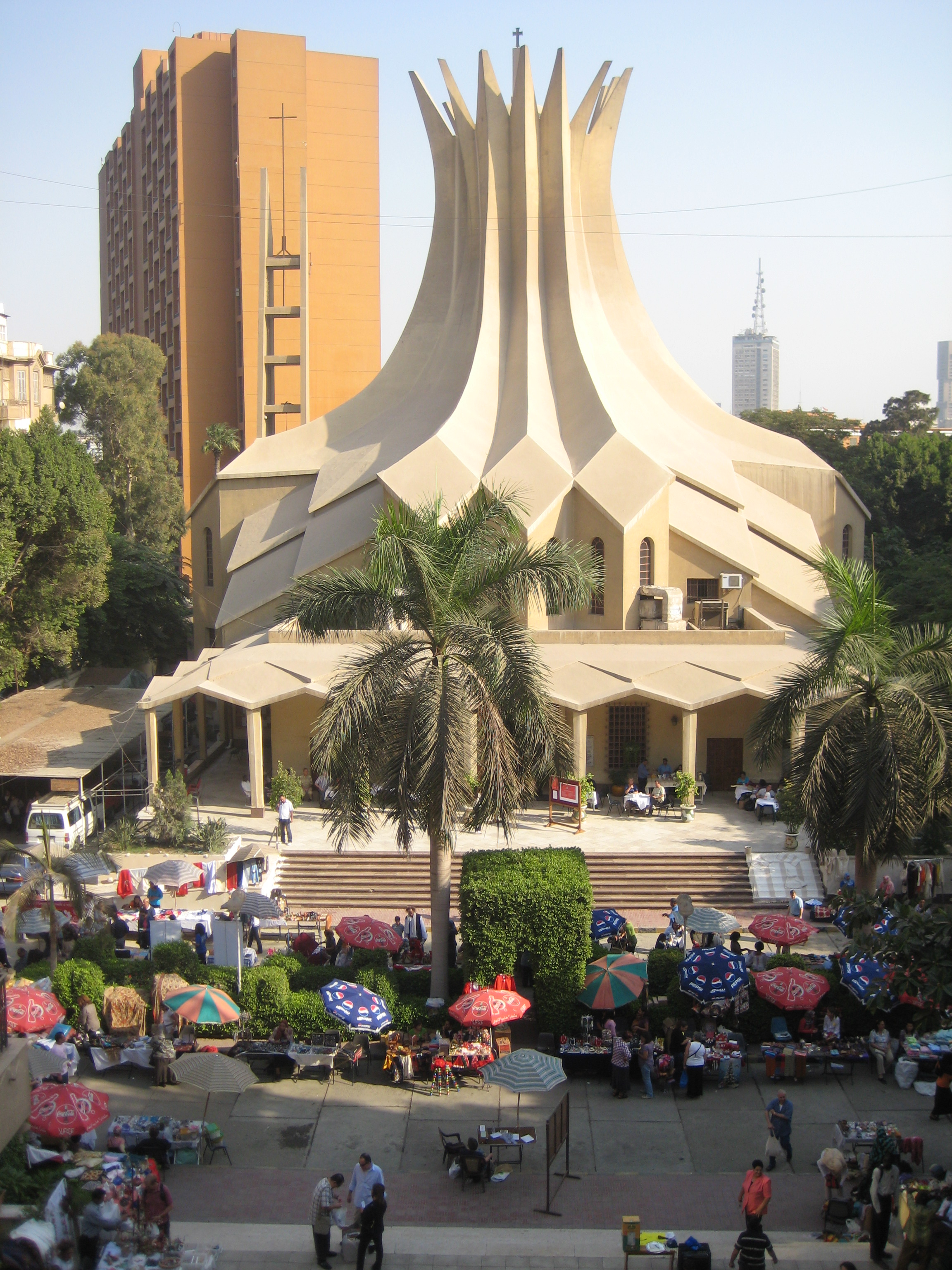
All Saints' Cathedral in Kairo

Die Allerheiligen-Kathedrale oder All Saints' Cathedral ist ein Kirchengebäude in Kairo. Sie diente als Sitz der Diözese Ägypten der Episkopalkirche von Jerusalem und dem Nahen Osten, zu der auch die Länder Nordafrikas und am Horn von Afrika gehören. Seit 29. Juni 2020 ist die Diözese als Episcopal / Anglican Province of Alexandria zu einer eigenständigen Provinz der Anglikanischen Gemeinschaft erhoben.
Die heute genutzte dritte Kathedrale  wurde 1988 geweiht und befindet sich in Zamalek, einem Wohngebiet auf einer Nilinsel. Gebäude und Grundstück wurden als Gegenleistung für den Abbruch des Vorgängerbaus zum Bau einer Nilbrücke von der ägyptischen Regierung finanziert.
Der Gebäudekomplex beherbergt auch die Büros der Diözese und des Bischofs sowie Projekte und Dienstleister, darunter EpiscoCare und Refuge Egypt, das in den Kairoer Flüchtlingsgemeinden tätig ist. Die Kirche wird von mehreren Gemeinden genutzt, von denen die arabische, englische und sudanesische die größten sind.
Das Betonbauwerk hat einen kreuzförmigen Grundriss und ein kronenförmiges Dach. Das Dach wurde vom Cairo Observer als ähnlich einer Lotusblüte beschrieben. Der Bau wurde von den ägyptischen Architekten Awad und Selim Kamel Fahmy entworfen, die auch den Entwurf für die Kathedrale St. Markus der koptisch-orthodoxen Kirche in Kairo schufen.

## Vorgängerbauten

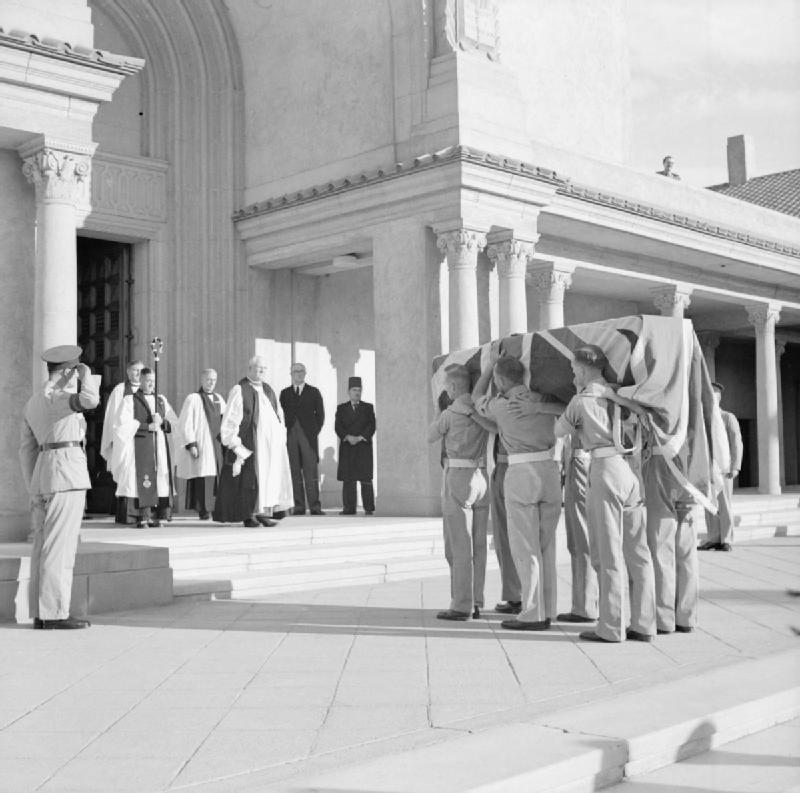
Sargträger beim Begräbnisgottesdienst für den von der radikal-zionistischen Untergrundgruppe Lechi getöteten Lord Moyne und seinen Fahrer, vor der zweiten Kathedrale, November 1944.

Die erste All Saints Cathedral in Kairo wurde 1878 fertiggestellt. Die zweite wurde 1938 geweiht und lag hinter dem Ägyptischen Museum mit Blick über den Nil. Der Entwurf von Adrian Gilbert Scott, einem Enkel von George Gilbert Scott, wurde 40 Jahre später abgerissen, um Platz für den Bau der Brücke des 6. Oktober zu schaffen.